# Stephan Weiler
Stephan Weiler (* 6. April 1984 in St. Gallen) war der Mister Schweiz von 2008 und der Nachfolger von Tim Wielandt.

## Leben
Weiler wuchs in St. Gallen auf und absolvierte eine Ausbildung zum Drogisten. Er arbeitete in einer Drogerie in Arbon und jobbte nebenbei als Barkeeper in einem St. Galler Nachtclub. Später arbeitete er für einen Malereifachbetrieb in St. Gallen. Berufsbegleitend holte er an der Interstaatlichen Maturitätsschule für Erwachsene in St. Gallen 2009 die Matura nach. Ab 2010 begann Weiler ein Studium in den Fächern Chemie und Sportwissenschaften an der Universität Zürich. Im September 2010 wechselte Stephan Weiler seinen Studiengang zur Pädagogischen Hochschule St. Gallen. Seit 2015 arbeitet er als Oberstufenlehrperson an der Sekundarschule Ebnet West in Herisau (AR).
Im April 2008 wurde er in Zürich im Theater 11 zum Mister Schweiz gewählt. Er setzte sich in insgesamt vier Durchgängen gegen 15 weitere Kandidaten aus der Schweiz durch. Seit Januar 2010 ist Weiler als Model bei der Mailänder Agentur Brave unter Vertrag. Für Aufträge als Model verwendet er den Namen Steven Weiler.
Stephan Weiler lebt in der Stadt St. Gallen im Kanton St. Gallen.